# Jeonnam Dragons FC
Jeonnam Dragons (koreansk: 전남 드래곤즈) er en fodboldklub i byen Gwangyang, Sydkorea.

## Titler
- Korean FA Cup
  - Vinder (4): 1997, 2006, 2007, 2021